# Toy (Lied)
Toy (deutsch: Spielzeug) ist ein Lied, das von der israelischen Sängerin Netta aufgenommen wurde und den Eurovision Song Contest 2018 gewann.
Der Song gewann den Eurovision Song Contest 2018 mit 529 Punkten. Nach 1978, 1979 und 1998 war dies Israels vierter Sieg beim Eurovision Song Contest.

## Entstehung und Veröffentlichung
Der Song wurde von Doron Medalie und Stav Beger geschrieben und von letzterem produziert. Am 11. März 2018 wurde der Song, neben dem offiziellen Musikvideo unter Regie von Keren Hochma, veröffentlicht.
Toy wurde erstmals am 8. Mai 2018 im ersten Halbfinale des Eurovision Song Contest an den Start geschickt, bei dem es unter 19 Songs mit Startnummer sieben präsentiert wurde. Der Song qualifizierte sich, wie nachträglich bekannt gemacht, mit den meisten Stimmen für das Finale. In diesem belegte Netta nach der Juryabstimmung mit 212 Punkten hinter Österreich und Schweden den dritten Platz und gewann das Televoting mit 317 Punkten, was ihr insgesamt den Sieg mit einer Gesamtpunktzahl von 529 einbrachte.

## Musikalisches und Inhalt
Der Text wurde überwiegend in englischer Sprache verfasst, bis auf den hebräischen Satz אני לא בובה (ani lo buba, „Ich bin keine Puppe/Marionette“) und den Slang-Ausdruck סטפה (stefa, „ein Batzen Geldnoten“).
Der Song Toy behandelt „die göttliche Schönheit einer jeden Frau, die einfältige Männer nicht zu erkennen in der Lage sind“, so die Jüdische Allgemeine. Das Lied sei eine Antwort auf die MeToo-Debatte um sexuelle Belästigung in der Unterhaltungsbranche, so die Sängerin. Der Text („I’m not your toy, you stupid boy“ und „My teddy bear’s running away, The Barbie got something to say, hey“) richtet sich an chauvinistische Männer. „Wonder Woman, vergiss niemals, du bist göttlich und er wird es bald bereuen“ ist eine Anspielung auf die israelische Schauspielerin Gal Gadot (Darstellerin der Wonder Woman). 
Musikalisch ist Toy eine Mischung aus K-Pop, Pop und nahöstlichen Einflüssen.

## Rezeption
Musikkritiker bewerteten Netta Barzilais Beitrag zum ESC positiv. „Toy changiert jedenfalls in weitgehend erfreulicher Weise zwischen Irrsinn und Ernst und den unterschiedlichsten musikalischen Genres. Es gibt risikolos synkopierte R'n'B-Passagen ebenso zu hören wie einen kaugummifarben überpinselten K-Pop-Refrain. Das rhythmische und klangliche Fundament aber bildet die Mizrahi-Musik, in der sich westliche und arabische Motive miteinander verbinden“, schrieb Jens Balzer in der Wochenzeitung Die Zeit.
Udo Dahmen, Künstlerischer Direktor der Popakademie in Mannheim, bezeichnete den Song als „Ohrwurm“: „Ich finde den Song wirklich sehr, sehr schön. Zum einen die Art und Weise, wie sie rangeht: Sie sieht das Genderthema ‚Macht Frauen stark’ komplett als ihr eigenes Thema, gleichzeitig betrachtet sie es auch mit Hühnergegacker von der humorvollen Seite.“ Der Text sei intelligent. „Er beschreibt die Rollen-Thematik zwischen Männern und Frauen und macht aus ihrer Position klar: Ich bin ich und habe meine eigene Position zu vertreten.“
Auch Julian Dörr von der Süddeutschen Zeitung lobte Netta Barzilais Darbietung beim ESC: „Netta Barzilai und ihr famos verdrehter Song ‚Toy‘ sind die verdienten Sieger des diesjährigen ESC. Weil der jungen Israeli an diesem Abend als Einzige gelingt, was richtig guter Pop im Grunde sein soll: Musik zur Zeit, auf der Höhe der Zeit, absolut gegenwärtig, musikalisch wie inhaltlich.“
Der ESC-Sieger 2017, Salvador Sobral aus Portugal, lehnte Barzilais Musik entschieden ab: „Youtube hat mir ihren Song empfohlen, also habe ich draufgeklickt und dann kam diese schreckliche Musik.“

## Plagiatsvorwürfe
Das US-amerikanische Musiklabel Universal Music Group warf Netta vor, dass Toy den Rhythmus des Liedes Seven Nation Army von The White Stripes übernommen habe, wobei Melodie und Text nicht beanstandet wurden. Hätten sich die Vorwürfe bewahrheitet, hätte Netta die Disqualifikation und Israel der Entzug des Ausrichtungsrechtes des Eurovision Song Contest 2019 gedroht. Am 6. Februar 2019 wurde bekannt, dass Jack White, der Sänger von The White Stripes, Lizenzgebühren für Toy erhält. Man hätte sich hierauf mit Universal Music geeinigt. Um einem Prozess und somit auch einer nachträglichen Disqualifikation zu entgehen, wurde Jack White der Liste der Autoren des Songs hinzugefügt.